# St. Josef der Arbeiter (Senden)

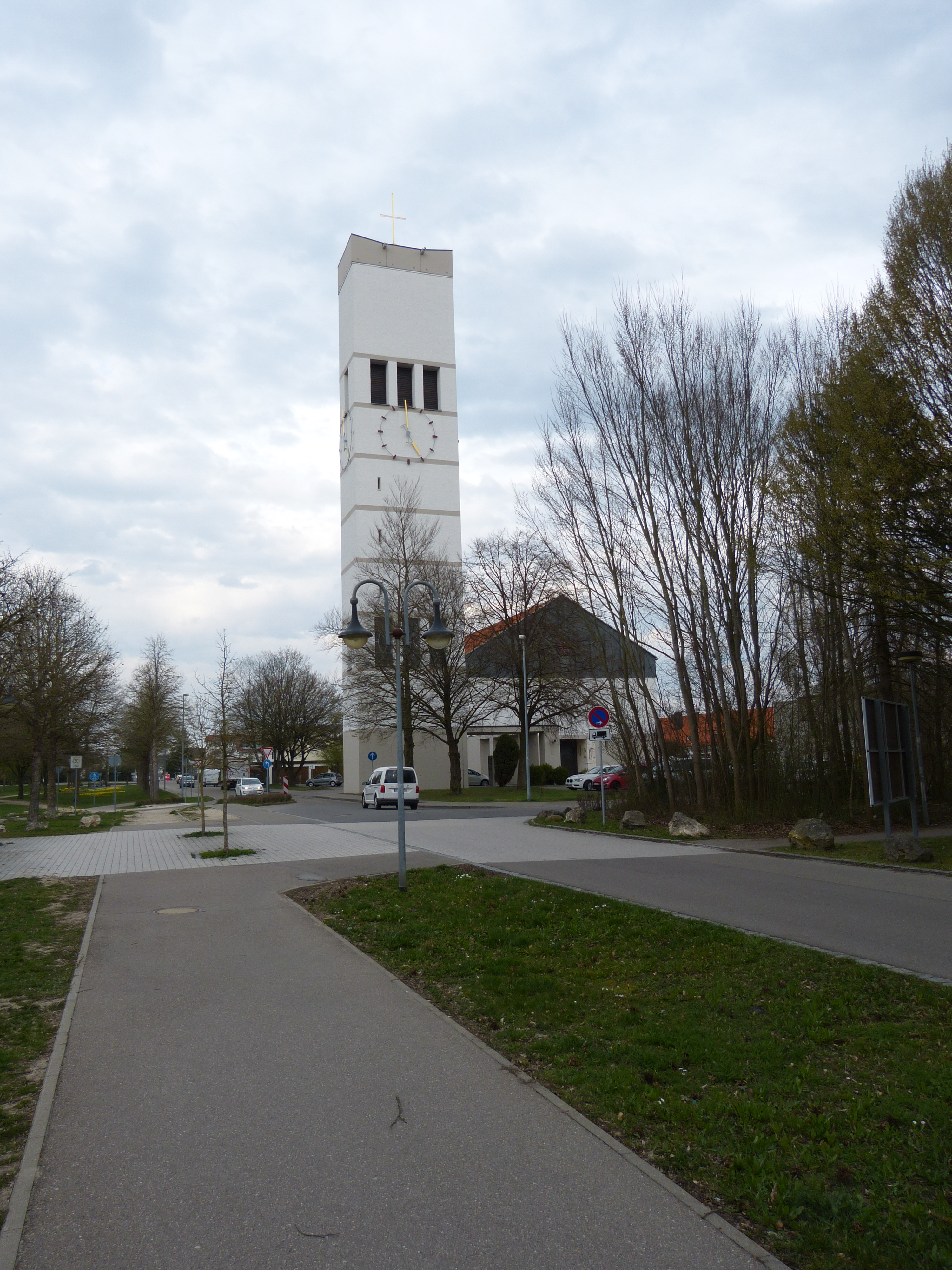
St. Josef der Arbeiter, 2019

Die Kirche St. Josef der Arbeiter ist eine römisch-katholische Pfarrkirche in Senden im Dekanat Neu-Ulm des Bistums Augsburg. Sie liegt zentral in der Innenstadt, südlich der Kirchensteige-Straße.

## Geschichte und Bauwerk
Die Kirche wurde auf Antrag der römisch-katholischen Kirchengemeinde mit Zustimmung des Stadtrates in den Jahren 1958 bis 1960 erbaut. Sie ist eine von mehr als vierzig Kirchenbauten, die unter der Planung des Bad Hindelanger Architekten Thomas Wechs entstand. Die Konsekration erfolgte durch den Augsburger Bischof Josef Freundorfer am 23. Juli 1960. 

Der weithin erkennbare separate Kirchturm – das höchste Bauwerk der Stadt – gilt als Landmarke. Die Glocken stammen aus der Passauer Glockengießerei Rudolf Perner. Auf dem Turm steht ein goldenes Kreuz. An den vier Stirnseiten des Turmes sind die Ziffernblätter einer Turmuhr angebracht. An der Außenmauer des Kirchturms findet sich folgender Spruch Freundorfers:

„Dieses Gotteshaus steht an der Strasse, an der die Menschen und die neuen Fahrzeuge der Menschen vorbeieilen. Es ruft auf die Strasse: ‚Ihr Wandernden und Eilenden und Hetzenden vergesst nicht auf Gott und vergesst nicht auf die Liebe, die uns Gott gebietet. Vergesst nicht ihr Eilenden und Wandernden, dass ihr Eilende und Wandernde auf Gott seid. Vergesst nicht das Gesetz des Verkehrs, das das Gesetz der Rücksicht nehmenden Liebe ist. Hier ist der Herr über Leben und Tod. Habet acht auf das Leben. Hier ist der Gott der Liebe habet acht auf seine Gebote der Liebe.‘“

Im Inneren an der Chorwand stellt ein bronzenes Kreuz des Bildhauers Max Faller die Verklärung des Herrn dar. Die Holzplastik des Kirchenpatrons St. Josef der Arbeiter im Chor schuf Franz Hämmerle im Jahr 2002. Die Holzdecke bemalte der Augsburger Künstler Georg Bernhard. In zwölf Farbrundbildern stellt er Szenen aus der Heilsgeschichte des Alten und Neuen Testaments der Bibel dar. Die Fenster sind in Antikglas eingelegt. Im Jahre 2013 wurden Kirchenbau und Turm teilsaniert.

## Orgel

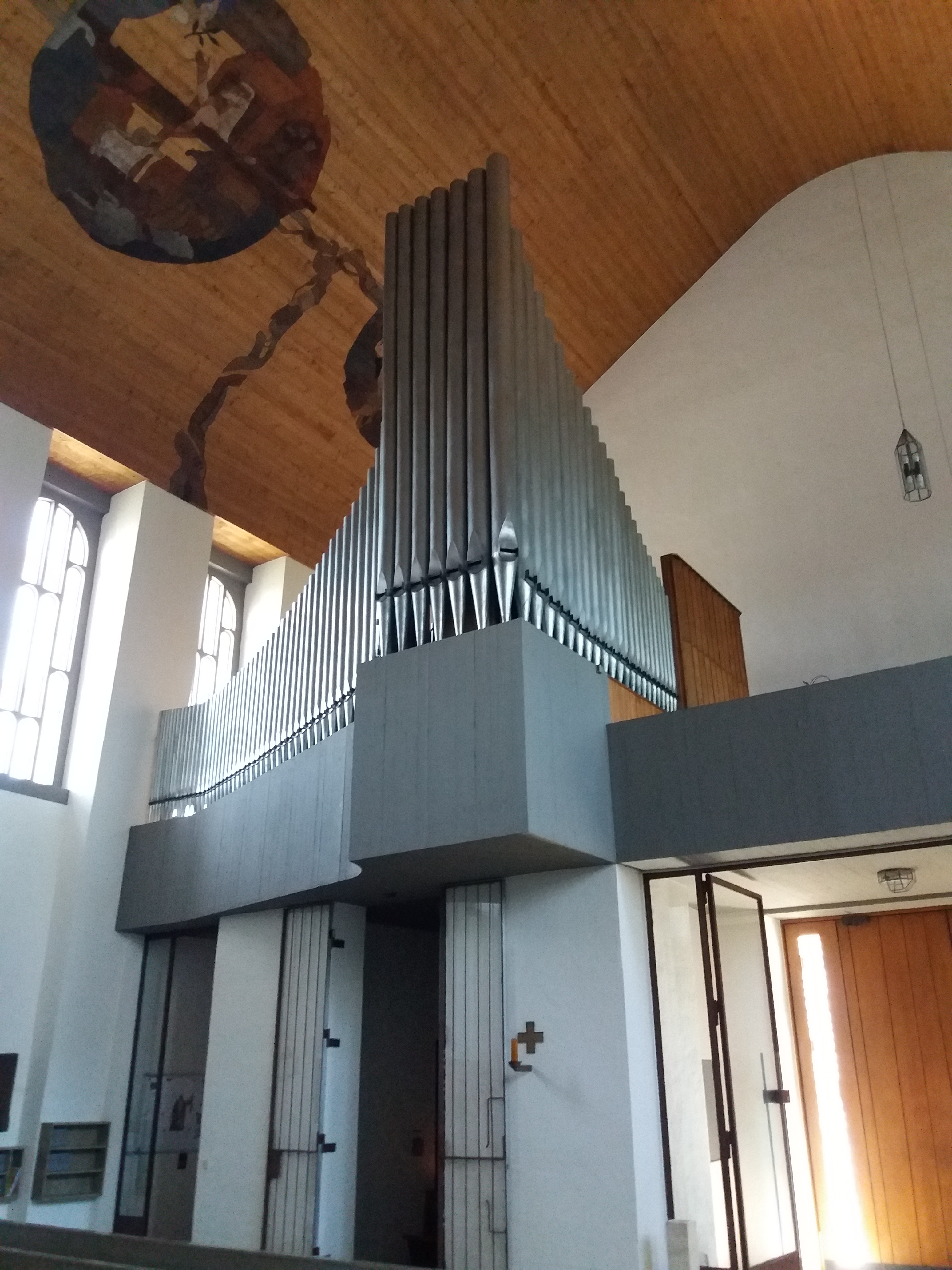
Orgel der Pfarrkirche St. Josef der Arbeiter (2017)

Die Orgel wurde im Jahre 1958 von der Firma Orgelbau Sandtner aus Dillingen an der Donau erbaut, 2016 renoviert und umgestaltet.